# جوس روزا
جوس روزا هو مجدف بلجيكي، ولد في 24 مايو 1926 في Menen ‏ في بلجيكا.

## وصلات خارجية
- جوس روزا على موقع الاتحاد الدولي للتجديف (الإنجليزية)
- جوس روزا على موقع أوليمبيديا (الإنجليزية)